# Aaron Hernandez

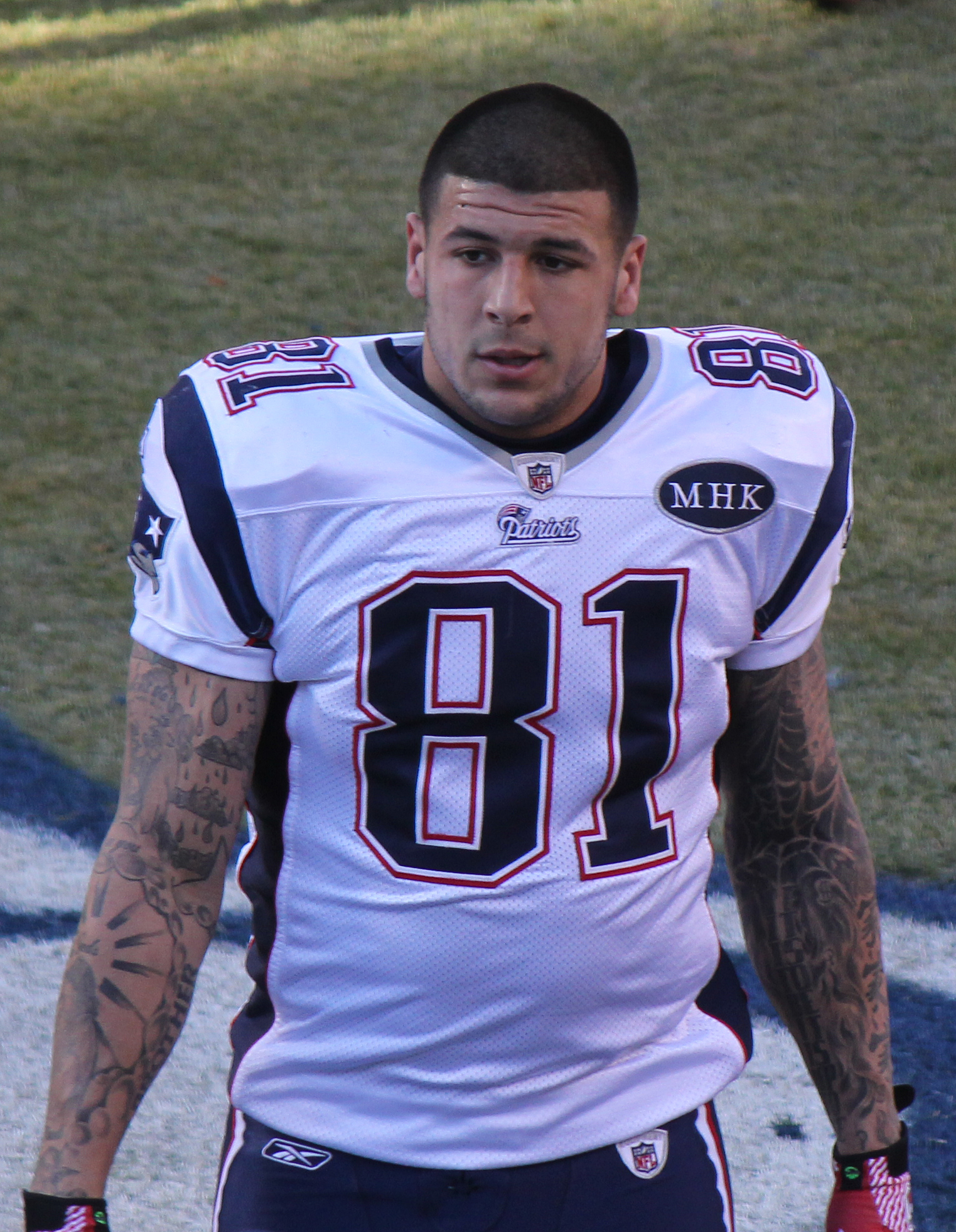
Aaron Hernandez 2011.

Aaron Josef Hernandez, född 6 november 1989 i Bristol, Connecticut, död 19 april 2017 i Leominster, Massachusetts, var en amerikansk utövare av amerikansk fotboll och dömd mördare. Han spelade för New England Patriots i National Football League (NFL) mellan 2010 och 2012.
Han var föremål för tre brottsutredningar rörande dubbelmord, vållande till kroppsskada respektive mord. Den första var ett dubbelmord som skedde den 16 juli 2012 i södra delarna av Boston, där Daniel Jorge Correira de Abreu och Safiro Teixeira Furtado sköts till döds. Den 13 juni 2013 anklagades Hernandez för att i februari 2013 ha skjutit en vän i ansiktet när de färdades i ett fordon på Interstate 95 i Palm Beach County i Florida. Bara en vecka senare blev Hernandez indragen i en annan mordutredning där en annan vän till honom, Odin Lloyd sköts till döds i ett industriområde cirka en mile från Hernandezs bostad i North Attleborough. Den 26 juni anhölls han och den 15 april 2015 fälldes han för mord på Lloyd och fick livstids fängelse. Den 14 april 2017 frikändes han från dubbelmordet i Boston och skjutningen av sin vän i Palm Beach County men fälldes för olaga innehav av skjutvapen och fick ytterligare 4–5 år i fängelse.
Den 19 april 2017 begick Hernandez självmord genom hängning i sin fängelsecell i högriskfängelset Souza-Baranowski Correctional Center i Lancaster och förklarades död på sjukhuset UMass Memorial Hospital-Leominster i Leominster. Efter Hernandez död beviljade hans familj att hans hjärna donerades till forskning. Det framkom då att Hernandez lidit av långt framskriden kronisk traumatisk encefalopati (CTE), vilket kan ha påverkat hans impulsförmåga.